# Gladys Loftus
Gladys Loftus est une showgirl, Ziegfeld Girl américaine.

## Biographie
Gladys Loftus est modèle pour James Montgomery Flagg. 
Elle apparait dans les Ziegfeld Follies dans les éditions 1915, 1916, 1917, 1920, 1921, 1924 et 1925 et dans Midnight Frolic en 1917, 1918, 1920, 1921 et 1925, et également dans Miss 1917, dans Nine O'Clock Review en 1919 et 1920. 
Elle remplace Kay Laurell malade dans les Ziegfeld Follies de 1916.
Au cours de l'été 1917, Loftus apparait dans la scène de la roseraie dans Midnight Frolics ; elle porte le « costume à la rose » dessiné spécialement pour elle par Lady Duff-Gordon, et un chapeau représentant les feuilles d'une fleur, Loftus devient très connue dans le public pour être la personne qui l'a porte sur scène,. En 1919, elle engage des poursuites pour utilisation non autorisée de cette photographie pour une affiche pour le film Shame de John W. Noble (en),,,,.
En 1957, elle est hospitalisée à l'hôpital presbytérien de New York.

## Vie privée
Gladys Loftus a épousé un choriste, Pat Leonard, qui est devenu metteur en scène adjoint.